# Île de Hong Kong
L'île de Hong Kong, en cantonais 香港島, en anglais Hong Kong Island, est une île à Hong Kong mesurant 80,4 km2 de superficie et située dans le sud de cette région administrative spéciale.
Contrairement à Kowloon, au nord, qui était un territoire cédé à bail pour 99 ans par la chine au Royaume-Uni, l'ile de Hong-Kong était une colonie Britannique depuis 1841, et la fin de la guerre de l'opium. 
Pendant la période Maoïste, entre 1949, et 1976, les Britanniques vont réussir à conserver cette colonie, même si la guerre froide faisait rage, avec des tensions persistantes avec la Chine.  En 1984, cependant, les Britanniques vont finir à se résoudre à rendre pacifiquement cette colonie, car, si un conflit éclatait avec les Chinois, les pertes Britanniques seraient lourdes, et aussi, l'armée Britannique ne pouvait se permettre d'affronter l'armée Chinoise, qui avait des équipements militaires biens plus modernes, depuis 1976. Un échec militaire était certain. Au même moment, la Chine commençait à se réconcilier avec l'URSS, ce qui sera officiel en 1989. Donc, un conflit éventuel risquait de faire comme un jeu de dominos, et entrainer un conflit mondial, ce que ne voulaient pas les Britanniques, et aussi, les Américains. De plus, depuis longtemps, les Américains étaient favorables à la décolonisation.       
En 1984, Margaret Thatcher négociera pacifiquement pour la restitution du territoire aux Chinois. Même si l'ile de Hong-Kong était une colonie, et donc, non un territoire à bail, l'ile de Hong-Kong sera restituée à la Chine, avec le territoire de Hong-Kong, en 1997.     

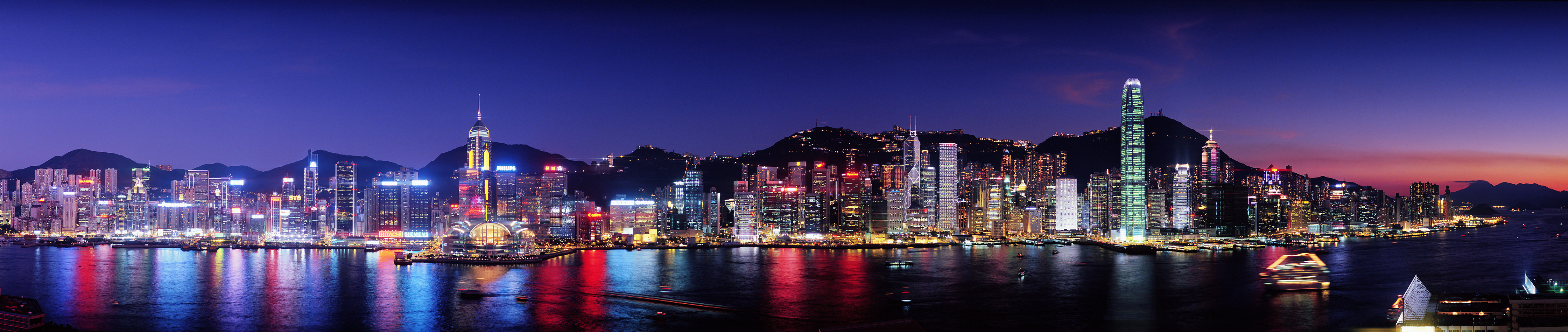
Île de Hong Kong la nuit.

## Historique
L'établissement humain de la région remonte à des millénaires, comme en témoignent les artefacts néolithiques découverts à Stanley, sur l'île de Hong Kong. Le gouvernement impérial de Qin Shi Huang a installé Baiyue, et plus tard l'île de Hong Kong était sous la juridiction du comté de Panyu (番禺縣) dans le comté de Nanhai (南海郡), jusqu'à la dynastie des Jin de l'Ouest. Après la sixième année de la dynastie des Jin de l'Est (331 après J.-C.), il appartenait au comté de Baoan (寶安縣)). Selon le "Hong Kong Island ng Yacht Club (anciennement connu sous le nom de Lantern Island, également connu sous le nom d'île Kellett) (l'entrée de l'île de Hong Kong au tunnel Cross-Harbour aujourd'hui) a déterré le cuivre monnaies des dynasties Sui et Tang à la dynastie Song. On estime qu'au cours des dynasties Sui et Tang, l'île avait déjà une activité commerciale. Au cours de la première année de la période Wanli de la dynastie Ming (1573), c'était le territoire d'un comté de xin, jusqu'à ce qu'il soit cédé au royaume-uni en tant que colonie.
L’île de Hong Kong est, en 1842, à la suite du traité de Nankin, l'un des nombreux traités inégaux signés entre les empires européens et américains avec l'Asie, le premier territoire chinois à passer sous concession britannique. Sa partie septentrionale est rapidement urbanisée alors que dans le centre montagneux et le sud, les constructions sont restées plus éparses.
Aujourd'hui encore, le nord de l'île représente le centre politique et économique de toute la région administrative, bien que de nouveaux espaces ont connu un important développement, en particulier la péninsule de Kowloon qui, au nord, fait face à l'île de Hong Kong.
Les parties les plus élevées de l’île comportent principalement des villas où habitent de riches privilégiés britanniques. La majorité de la population chinoise vit dans la concentration urbaine de la presqu'île, dont 3 780 200 habitants dans les nouveaux territoires et 2 194 800 habitants dans Kowloon sur les 7 234 800 habitants de la superficie totale de la concession en 2015, tandis que 1 266 100 personnes vivent dans les concentrations urbaines de l'île.
Le point culminant de l'île est Victoria peak, situé à l'ouest de l’île, à 552 mètres d'altitude au milieu de quelques résidences de luxe.
L'île de Hong Kong représente à peine 7 % du territoire de Hong Kong.